# Сливенко Петро Павлович
Петро Павлович Сливенко (нар. 11 (24) червня 1883, Товсте, Полтавська губернія, Російська імперія — пом. 23 вересня 1943, Берлін, Третій Рейх) — український громадський і державний діяч, дипломат. Консул Української Держави в Гельсінкі, тимчасово повірений УНР у Фінляндії. Відомий діяч серед українців Фінляндії.

## Біографія
Петро Павлович Сливенко народився 11 (24) червня 1883 року в селі Товсте, що на той час входило до складу Полтавської губернії Російської імперії (нині — Кременчуцький район Полтавської області України) у заможній селянській родині. Його батько був відставним солдатом, нагороджений бойовими орденами, володів двома десятинами землі і від шести до восьми десятин орендував у місцевого поміщика.
Початкову школу Петро закінчив у рідному селі, а у 1901 році — Київську військово-фельдшерську школу, яка вважалася однією з найкращих у Російській імперії, де навчався разом з Іваном Огієнком. Отримавши звання молодшого фельдшера, був направлений для проходження служби в Російській армії на території Великого князівства Фінляндського.
|                                                         | ...Спілкується із земляком, який дає йому революційну літературу і освідомлюється національно. Заарештований просидів 13 місяців в Петропавловській фортеці і був призначений на адміністративну висилку. В полку був дуже любимий. Від відбуття покарання його врятував генерал дивізії, який його любив. Він був знайомий зі Столипіним і зробив, що наказом Столипіна казав здержати слідство і випустити на волю. Під час слідства з’ясувалось, що земляк, який давав йому революційну літературу, був провокатором. |
| — За спогадами свого друга Володимира Кецала у Виборзі, | |

1914 року переведений до Свеаборзької кріпосної артилерії, в складі якої брав участь у Першій світовій війні, нагороджений орденом святого Станіслава 3 ступеню. До 1917 року працював інженером-будівельником у Свеаборзькій фортеці. Після Лютневої революції в Російській імперії вийшов у відставку.
Після відставки Петро Сливенко в Гельсінкі почав займатися захистом прав місцевих українців разом із колишнім лікарем Балтійського флоту Олександром Крипським. Не зважаючи на відсутність будь-якого визнання з України, Сливенко та Крупський проголосили себе захисниками інтересів українців і почали працювати над їхнім поверненням на батьківщину. Це було пов'язано з більшовицькою агресією на Фінляндію у 1917 році і наказом Маннергейма про виселення росіян. Тож українцям потрібно було або повернутися додому, або довести, що вони, власне, не росіяни.
|                                                           | Фінляндія не має нашого офіційного представника обставини змусили мене тимчасово перебрати на себе функції відносно колонії Українців користуючись мандатом виданим наприкінці минулого року Центральним комітетом Українців Північного району Становище Українців у Фінляндії числом до 600 чоловік критичне не змогли своєчасно виїхати через безпорядки Росії немає продовольства також засобів існування Прошу негайного сприяння переїзду їх в Україну закритому зараз Також прошу надати мені десять тисяч карбованців для грошової допомоги |
| — Телеграма, адресована уряду України від Петра Сливенка, | |

Фінська влада визнала самопроголошений Український комісаріат і виділила для його діяльності 8-кімнатну квартиру (хоча за іншими відомостями, це було помешкання дружини Сливенка). У подальшому ця квартира стала першим неофіційним представництвом України у Фінляндії. Бажаючим повернутися видавалися документи на підставі або наявності документів про походження з України, або наявності майна. Усі громадяни перед отриманням документів складали присягу на вірність УНР. Загалом зусиллями Сливенка та Крупського вдалося оформити близько тисячі українців, а 700 відправити додому на пароплаві «Русь» 12 червня 1918 року.
8 (21) грудня 1917 року Виконавчий український комітет Північного фронту, який знаходився у Пскові, призначив Петра Сливенка комісаром у справах українців у Фінляндії. 28 травня 1918 року Міністерство закордонних справ Української Держави призначило Петра Сливенка консулом у Гельсінкі. З 18 вересня року по 8 жовтня 1918 року тимчасово виконував обов'язки посла Української держави у Фінляндії до призначення на цю посаду Костянтина Лоського. З вересня 1920 року після від'їзду Миколи Залізняка фактично виконував обов'язки консула та секретаря посольства. 14 вересня 1920 він рапортував МЗС УНР про те, що посольство УНР у Фінляндії опинилося у скрутному становищі, без урядової підтримки. 15 грудня 1920 року український уряд повідомив Сливенку про офіційну відставку Миколи Залізняка і про те, що в посольстві України з 1921 року буде тільки його посада секретаря. 5 лютого 1921 року послом у Фінляндії за сумісництвом був призначений Володимир Кедровський, який до Фінляндії так і не поїхав. Петро Сливенко був членом Гельсінгфорського українського товариства «Просвіта», про що свідчить членський квиток з Центрального державного архіву громадських об'єднань України.
Сливенко продовжував працювати в Посольстві до його закриття у травні 1921 року. Остання звістка про нього в архіві фінського МЗС датована 14 червня 1922 року. Це офіційне повідомлення про припинення діяльності Петра Сливенка як секретаря посольства і консула України. Обов'язки представника України у Фінляндії Петро Сливенко виконував до 14 червня 1922 року. Після закриття Посольства переїхав до Берліна, де жив у злиднях, хворів. Петро Павлович Сливенко помер 23 вересня 1943 року в Берліні, похований на православному кладовищі Тегель.